# Asura natalensis
Asura natalensis là một loài bướm đêm thuộc phân họ Arctiinae, họ Erebidae.